# Colindat
Colindat (hrvatski: kolenda) je naziv za ritualni običaj koji se izvodi na Badnjak u selima Rumunjske i Moldavije. Svake godine uoči Božića, skupine mladića se okupljaju i idu od kuće do kuće pjevajući svečane pjesme. Nakon toga, domaćini nude pjevačima ritualne darove i novac. Pjesme su epskog sadržaja, a prilagođene su individualnim okolnostima svakog domaćina. Ritualni izvođači pjevaju i posebne, povoljne pjesme, za neudane djevojke i plešu s njima, za što se vjeruje kako će im pomoći da nađu muža u idućoj godini. Colindat se ponekad izvodi u narodnoj nošnji, uz instrumentalnu pratnju i koreografiju.
Skupine mladića (tradicionalno nevjenčanih) su glavni nositelji i promicatelji običaja, dok su iskusniji, često bivši čelnici skupine, odgovorni za obuku skupina. Ritualne pjesme su naučili tijekom svakodnevnih proba od vremena kada je skupina formirana do Badnjaka. U nekim područjima djeca mogu pohađati ove probe kako bi upoznali repertoar. Uz ulogu blagdanskog čestitanja, ovo kulturno naslijeđe ima važnu ulogu u očuvanju društvenog identiteta i osiguravanje kohezije zajednice. Zbog toga je Colindat upisan na UNESCO-ov popis nematerijalne svjetske baštine u Europi 2008. godine.

## Poveznice
- Dubrovačka kolenda

## Vanjske poveznice
- UNESCO video primjer na Youtube